# Oli d'ametlla

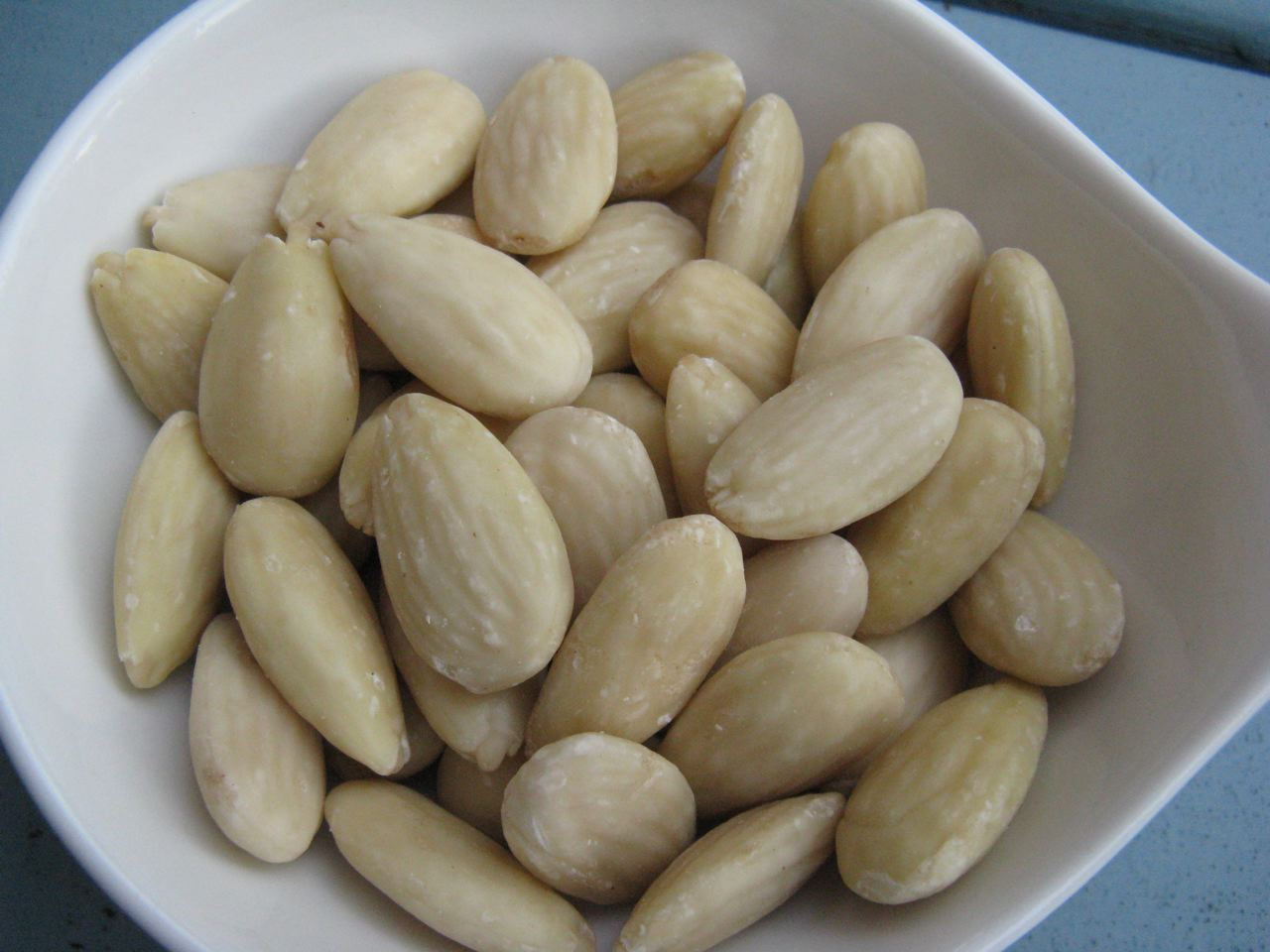
Les ametlles contenen més d'un 50% d'oli

L'oli d'ametlla o oli d'ametla s'extreu de les ametlles, tant si són dolces com amargants, dels fruits de l'ametller (Prunus amygdalus).
El contingut d'oli de les ametlles seques és d'entre el 50-65% arribant en alguns casos d'ametlles amargants a només el 20%. És un oli que es fa servir en preparació d'alguns aliments (només en el cas d'oli d'ametlla dolça), en farmàcia, (és emol·lient) i com a cosmètic especialment per a massatges. Té un color clar tirant a groc, una dolçor molt lleugera i gust de fruits secs.
Es fa servir des de temps molt antics, per exemple és citat diverses vegades en la Bíblia.
L'oli d'ametlles dolces es fa servir molt en aromateràpia, i en la cura dels cabells. Aquest oli s'absorbeix fàcilment per la pell. Combat la picor i la inflamació i alleuja quasi instantàniament el dolor muscular.

## Obtenció
L'oli d'ametlles dolces també es pot obtenir d'ametlles amargants per refinació. Les ametlles són assecades i premsades a baixa temperatura (30 °C) com a subproducte de l'extracció s'obté un turtó amb un 39-47% de proteïna i encara un 10-18% d'oli que es fa servir per a pinso animal (només en cas de l'obtingut d'ametlles dolces) o per altres productes cosmètics.

## Composició
Els olis d'ametlla dolça no contenen amigdalina, el d'ametlles amargant sí. Té alts nivells d'àcids grassos mono i poliinsaturats i vitamines com A, B1, B2, B6, D i E. La composició dels principals àcids grassos és: àcid oleic 66,4%, àcid linoleic 23,5% àcid palmític 7,5%, àcid esteàric 1,8%, (García Olmedo)